# غاري فاركوهار
غاري فاركوهار (بالإنجليزية: Gary Farquhar)‏ (23 فبراير 1971 في المملكة المتحدة - ) هو لاعب كرة قدم بريطاني في مركز الوسط. لعب مع سانت جونستون ونادي إنفرنيس وWick Academy F.C. ‏ وBrora Rangers F.C. ‏ وFort William F.C. ‏ وInverness City F.C. ‏.

## وصلات خارجية
- غاري فاركوهار على موقع Soccerbase.com (لاعب) (الإنجليزية)